# La mia Colt ti cerca... 4 ceri ti aspettano
La mia Colt ti cerca... 4 ceri ti aspettano (Un colt por cuatro cirios) è un film del 1971 diretto da Ignacio F. Iquino.

## Trama
Una banda ruba un carico d'oro, ma uno di loro cioè Farley gli ruba, ma viene subito ucciso. Però lo sceriffo Frank Garringo sospetta del suo ex amico e decide di prendere in mano la situazione.